# Trattato di Ceprano
Il trattato di Ceprano (1230) fu l'accordo che pose fine al contrasto tra il papa Gregorio IX e l'imperatore Federico II di Hohenstaufen a seguito della condanna da parte del pontefice degli accordi conclusi dall'imperatore ed il sultano del Cairo al-Malik al-Kamil in Terra santa. Con il trattato di Ceprano, Federico II fu sciolto dall'impegno di tenere separate la corona imperiale e quella del regno di Sicilia, ma gli fu imposto di riconoscere la libertà degli ecclesiastici dall'autorità regia in ambito fiscale e giudiziario, nonché rinunciare al diritto di conferma dei vescovi eletti.